# Condado de DeKalb (Geórgia)
O Condado de DeKalb (em inglês:  DeKalb County) é um dos 159 condados do estado americano da Geórgia. A sede do condado é Decatur e sua maior cidade é Atlanta. Foi fundado em 9 de dezembro de 1822 e o seu nome é uma homenagem a Johann de Kalb (1721-1780), militar alemão que foi major-general no Exército Continental durante a Guerra da Independência dos Estados Unidos.
O condado possui uma área de 702 km², dos quais 693 km² estão cobertos por terra e 9 km² por água, uma população de 691 893 habitantes, e uma densidade populacional de 998,4 hab/km² (segundo o censo nacional de 2010). É o terceiro condado mais populoso da Geórgia.